# Рік як життя
«Рік як життя» — радянський художній фільм 1966 року, біографічний фільм (2 серії) режисерів Азербайжана Мамбетова і Григорія Рошаля. Оповідає про один рік життя основоположників наукового комунізму Карла Маркса і Фрідріха Енгельса. Сценарій написаний за мотивами роману Галини Серебрякової «Викрадення вогню».

## Сюжет
Фільм розповідає про складний і цікавий період в житті Маркса і Енгельса в 1848—1849 роках. Починається розповідь з публікації «Маніфесту». Після французької революції Маркс висланий з Бельгії, а після початку революції в Німеччині переїжджає в Кельн і намагається підтримати товаришів виданням «Нової рейнської газети». Потім Марксу, переслідуваного владою за свої погляди, доводиться разом з сім'єю бігти в Лондон.

## У ролях
- Ігор Кваша —  Карл Маркс
- Андрій Миронов —  Фрідріх Енгельс
- Руфіна Ніфонтова —  Женні Маркс
- Олексій Алексєєв —  Вільгельм Вольф
- Василь Ліванов —  Георг Веєрт
- Анатолій Соловйов —  Карл Шаппер
- Володимир Балашов —  Йосип Молль
- Світлана Харитонова —  Ленхен
- Лев Золотухін —  Михайло Бакунін
- Ольга Гобзєва —  Даша
- Артем Карапетян —  Мозес Гесс
- Дмитро Миргородський —  Георг Гервег
- Клара Лучко —  Емма Гервег
- Сергій Курилов —  Генріх Гейне
- Алла Будницька —  Матильда Гейне
- Зиновій Гердт —  Борнштедт
- Григорій Шпігель —  Келлер
- Федір Нікітін —  Вальтер-Сократ
- Микита Михалков —  Жюль
- Аріадна Шенгелая —  Жаннета
- Олександр Орлов —  Абель Ганс
- Людмила Чурсіна —  Ільза
- Олександр Хвиля —  Антуан
- Еріх Гербердінг —  Бісмарк
- Сергій Столяров —  Гелен
- Олександр Смирнов —  Гофман
- Ель Трактовенко —  Евербек
- Микола Гладков —  робочий друкарні
- Наталія Гіцерот —  мадам Антуан
- Леонід Пархоменко —  божевільний в камері
- Петро Соболевський —  Раутенбах
- Аркадій Цинман —  полковник
- В'ячеслав Гостинський —  посланник

## Знімальна група
- Режисери: Азербайжан Мамбетов, Григорій Рошаль
- Сценарист: Григорій Рошаль
- Оператори: Леонід Косматов, Олександр Симонов
- Композитор: Дмитро Шостакович
- Художник:  Йосип Шпінель